# Bos Bier
Bos Bier is een Belgisch bier. Het werd gebrouwen door Brouwerij DijkWaert te Herentals.

## Achtergrond
De naam van de brouwerij komt van de familienamen van de eigenaars: het echtpaar Carine Van Dyck (vandaar "Dijk") en de uit Nederland afkomstige Hans Wierts (in het Duits “Wirt”, wat waard betekent; dit werd omgezet in “Waert”). De brouwerij startte officieel op 7 april 2010.
 Bos Bier werd vanaf het begin gemaakt. Omdat er reeds een Belgisch bier bestaat met de naam ”Bosbier”, werd gedacht de naam te wijzigen in “BosWaert”, doch na contact met Brouwerij Sint-Jozef is dat niet gebeurd. Het verschil in schrijfwijze is dus erg belangrijk daar het om twee verschillende bieren gaat.

## Het bier
Bos Bier is een bruin fruitbier van hoge gisting met een alcoholpercentage van 9%. Het is een licht zoet bier met aroma’s van frambozen, braambessen en bosbessen. Ondanks het licht zoete heeft het een verraderlijk hoog alcoholpercentage. Het bier werd verkocht in flessen van 75 cl. De productie werd stopgezet.